# تشارلز ميرفي (مهندس معماري)
تشارلز ميرفي (بالإنجليزية: Charles Murphy)‏ هو مهندس معماري أمريكي، ولد في 9 فبراير 1890 في جيرسي سيتي في الولايات المتحدة، وتوفي في 22 مايو 1985 في شيكاغو في الولايات المتحدة.